# Sejm Rzeczypospolitej Polskiej II kadencji (1928–1930)
Sejm II kadencji utworzony został w wyniku wyborów przeprowadzonych w Polsce 4 marca 1928 (poprzedni Sejm I kadencji rozwiązany został 27 listopada 1927).
Marszałkiem Seniorem Sejmu II kadencji był poseł BBWR Jakub Bojko. Podczas pierwszego posiedzenia, 27 marca 1928, Marszałkiem Sejmu wybrano Ignacego Daszyńskiego (PPS).
Wicemarszałkami, wybranymi w dniu 28 marca 1928 byli: 
1) Seweryn Czetwertyński (ZLN), 
2) Jan Dąbski (SCh), 
3) Zygmunt Marek (PPS) – do 25 stycznia 1930, Kazimierz Pużak (PPS) – wybrany 31 stycznia 1930 zrezygnował od razu, Zygmunt Żuławski (PPS) – wybrany 7 lutego 1930, przyjął wybór 10 lutego 1930,
4) Jan Woźnicki (PSL „Wyzwolenie”) - do 5 lutego 1930, Michał Róg (PSL "Wyzwolenie") - od 7 lutego 1930,
5) Wołodymyr Zahajkewycz (Ukraińsko-Białoruski Klub Sejmowy). 
Prezydium Sejmu II kadencji pełniło swoje funkcje do dnia 8 grudnia 1930.

## Skład Sejmu w 1928
|  | Partia                                                                          | Mandaty w sejmie | Przewodniczący                |
|  | ------------------------------------------------------------------------------- | ---------------- | ----------------------------- |
|  | Bezpartyjny Blok Współpracy z Rządem                                            | 122              | Walery Sławek                 |
|  | Związek Parlamentarny Polskich Socjalistów                                      | 63               | Zygmunt Marek                 |
|  | Polskie Stronnictwo Ludowe „Wyzwolenie”                                         | 40               | Jan Woźnicki                  |
|  | Związek Ludowo-Narodowy                                                         | 37               | Roman Rybarski                |
|  | Ukraińsko-Białoruski Klub Sejmowy                                               | 30               | Dmytro Łewycki                |
|  | Stronnictwo Chłopskie                                                           | 26               | Jan Dąbski                    |
|  | Polskie Stronnictwo Ludowe „Piast”                                              | 21               | Andrzej Średniawski (senator) |
|  | Niemiecki Klub Parlamentarny                                                    | 19               | Eugen Naumann                 |
|  | Chrześcijańska Demokracja                                                       | 15               | Józef Chaciński               |
|  | Narodowa Partia Robotnicza                                                      | 14               | Franciszek Roguszczak         |
|  | Koło żydowskie                                                                  | 13               | Jakub Wygodzki                |
|  | Klub Ukraińskiej Socjalistyczno-Radykalnej Parlamentarnej Reprezentacji         | 8                | Łew Baczynski                 |
|  | Klub Sejmowy Jedności-Robotniczo-Chłopskiej                                     | 7                | Adolf Warski-Warszawski       |
|  | Narodowa Partia Robotnicza-Lewica                                               | 14               | –                             |
|  | Białoruski Klub Robotniczo-Chłopski                                             | 5                | Józef Gawrylik                |
|  | Klub Ukraiński Włościańsko-Robotniczego Socjalistycznego Zjednoczenia (Sel-Rob) | 4                | Maksym Czuczmaj               |
|  | Związek Chłopski                                                                | 3                | Jan Stapiński                 |
|  | Grupa Śląska Chrześcijańskiej Demokracji                                        | 3                | –                             |
|  | Sel-Rob (Lewica)                                                                | 2                | –                             |
|  | Klub Frakcji Niemieckich Posłów Socjalistycznych                                | 2                | –                             |
|  | Bez przynależności klubowej                                                     | 5                |                               |
|  | Suma                                                                            | 444              |                               |

Sejm II kadencji rozwiązany został 30 sierpnia 1930. Następny, Sejm III kadencji, utworzony został w wyniku wyborów 16 listopada 1930.